# Lookout Games
Lookout Games è una casa editrice tedesca di giochi da tavolo e giochi di carte fondata nel 2000, nota principalmente per aver pubblicato il gioco Agricola nel 2007. Il 9 febbraio 2018 è stata acquisita dal Gruppo Asmodée.

## Storia
La compagnia fu fondata nel 2000 dagli autori di giochi da tavolo Hanno Girke, Uwe Rosenberg e Marcel-André Casasola Merkle. All'epoca Uwe Rosemberg era già noto per il suo gioco di carte Semenza (Bohnanza), pubblicato dalla Amigo Spiele.
Il primo gioco della Lookout Games, inizialmente pubblicato online sul sito Brettspielwelt, è stato il gioco di carte Attribut, in seguito pubblicato in maniera tradizionale. Nel 2003 Attribut è stato uno dei "giochi raccomandati" dalla giuria del prestigioso premio Spiel des Jahres.
Nel 2005 la casa editrice inizia a importare e tradurre i giochi della Z-Man Games in Germania.
Nel 2007 pubblica il gioco Agricola di Uwe Rosemberg, che l'anno successivo vince il premio speciale di gioco complesso allo Spiel des Jahres e vince il anche il premio Deutscher Spiele Preis.
Nel 2008 pubblica Le Havre, che ottiene il secondo posto all'edizione 2009 del Deutscher Spiele Preis.
Nel 2013 la Mayfair Games acquisisce il controllo della Lookout Games.
Nel 2016 Isle of Skye di Alexander Pfister e Andreas Pelikan vince il premio Kennerspiel des Jahres.
Nel 2018 la casa editrice viene acquistata dal gruppo Asmodee, ma continua ad operare come gruppo di sviluppo indipendente al suo interno. Il Gruppo Asmodee assume dalla Mayfair Games anche i diritti di distribuzione dei giochi della Lookout Games negli Stati Uniti.

## Giochi pubblicati

### Giochi da tavolo
- 2004 - Das Zepter von Zavandor (Lo scettro di Zavandor) di Jens Drögemüller;
- 2005 - Das Ende des Triumvirats (La fine del triumvirato) di Johannes Ackva e Max Gabrian;
- 2006
  - Das große Turnier (Il grande torneo) di Peter Grosse e Harry Rowland;
  - 1861 - Die Eisenbahnen des Russischen Reiches (1861 - Le ferrovie del regno russo) di Ian D. Wilson;
- 2007 - Agricola di Uwe Rosenberg;
- 2008 - Le Havre di Uwe Rosenberg;
- 2009
  - Magister Navis di Carl de Visser e Jarrat Gray;
  - 1853 di Francis Tresham;
- 2010
  - Die Minen von Zavandor (Le miniere di Zavandor) di Alexander Pfister;
  - Merkator di Uwe Rosenberg;
  - De Vulgari Eloquentia di Mario Papini;
  - Poseidon di Helmut Ohley e Lonny Orgler;
  - Railroad Barons (Baroni della ferrovia) di Helmut Ohley;
- 2011
  - Ora et labora di Uwe Rosenberg;
  - Die Gnome von Zavandor (Gli gnomi di Zavandor) di Torsten Landsvogt;
  - Feudalherren (Signori feudali) di Tom Wham;
  - Walnut Grove (Noceto) di Touko Tahkokallio e Paul Laane;
- 2012
  - Die Bauern und das liebe Vieh (I contadini ed il caro bestiame) di Uwe Rosenberg;
  - Suburbia di Ted Alspach;
  - Snowdonia di Tony Boydell;
  - Le Havre: Der Binnenhafen (Le Havre: il porto interno) di Uwe Rosenberg;
- 2013
  - Bremerhaven di Robert Auerochs;
  - Caverna - Die Höhlenbauern (Caverna - I contadini della caverna) di Uwe Rosenberg;
- 2014
  - Gold Ahoi di Stephan Herminghaus;
  - Johari di Carlo Lavezzi;
  - Patchwork di Uwe Rosenberg;
  - Murano di Inka e Markus Brand;
- 2015
  - Isle of Skye: Vom Häuptling zum König (Isola di Skye: da capotribù a re) di Andreas Pelikan e Alexander Pfister;
  - Trambahn (Tram) di Helmut Ohley;
- 2015
  - Hengist di Uwe Rosenberg;
  - Grand Austria Hotel di Virginio Gigli e Simone Luciani;
  - 1844/1854 di Helmut Ohley e Leonhard Orgler;
  - Oh my Goods! – Le mie merci! di Alexander Pfister;
- 2016
  - Kampf um den Olymp (Battaglia per l'Olimpo) di Matthias Cramer;
  - Costa Rica di Matthew Dunstan e Brett G. Gilbert;
  - Die Kolonisten (I coloni) di Tim Puls;
- 2017 - Bärenpark (Parco d'orsi) di Phil Walker-Harding;

### Giochi di carte
- 2001 - Schuss & Tor (Tiro e gol) di Rudi Hoffmann;
- 2002 - Attribut (Attributo) di Marcel-André Casasola Merkle;
- 2004
  - Schätzbold di Uwe Rosenberg;
  - Attribut II (Attributo II);
- 2005
  - Spelunke (Bettola/Topaia) di Uwe Rosenberg;
  - Klunker (Gioiello vistoso) di Uwe Rosenberg;
- 2006 - Die Drachenbändiger von Zavandor (I domatori di draghi di Zavandor) di Hanno Girke;
- 2010 - Ruhm für Rom (Gloria per Roma) di Carl Chudyk;

## Premi e riconoscimenti
Tra i riconoscimenti più prestigiosi ottenuti da Lookout Games ci sono lo Spiel des Jahres ("Miglior gioco dell'anno"), il Kennerspiel des Jahres, il Deutscher Spiele Preis ("Premio tedesco per i giochi") e l'International Gamers Award.

### Spiel des Jahres
Il prestigioso premio Spiel des Jahres è stato vinto con:
- 2008 - Agricola di Uwe Rosenberg ha vinto lo speciale premio Gioco complesso.

Nel 2003 il gioco Attribut di Marcel-André Casasola Merkle è stato incluso nella "lista dei giochi raccomandati".

### Kennerspiel des Jahres
Il premio Kennerspiel des Jahres ("Miglior gioco per esperti dell'anno") è stato vinto con:
- 2016 - Isle of Skye, di Andreas Pelikan e Alexander Pfister.

### Deutscher Spiele Preis
Ha ottenuto i seguenti riconoscimenti per il premio Deutscher Spiele Preis:
- 2004 - Das Zepter von Zavandor di Jens Drögemüller (9º posto);
- 2008 - Agricola di Uwe Rosenberg (1º posto);
- 2009 - Le Havre di Uwe Rosenberg (2º posto);
- 2010 - Magister Navis di Carl de Visser e Jarrat Gray (6º posto);
- 2011 - Ora et labora di Uwe Rosenberg (4º posto);
- 2014 - Caverna - I contadini della caverna di Uwe Rosenberg (6º posto);
- 2015
  - Murano di Inka e Markus Brand (4º posto);
  - Patchwork di Uwe Rosenberg (10º posto);

### International Gamers Award
Il premio International Gamers Award è stato vinto con:
- 2008 - Agricola di Uwe Rosenberg;
- 2009 - Le Havre di Uwe Rosenberg;
- 2012 - Die Bauern und das liebe Vieh (I contadini ed il caro bestiame) di Uwe Rosenberg (vincitore nell categoria "giochi da 2 persone");
- 2013 - Le Havre: Der Binnenhafen (Le Havre: il porto interno) di Uwe Rosenberg (vincitore nella categoria "giochi da 2 persone");